# Söderfjärden (vid Kirjais, Nagu)
För andra betydelser, se Söderfjärden (olika betydelser).
Söderfjärden är en fjärd i Finland. Den ligger i Nagu i landskapet Egentliga Finland, i den sydvästra delen av landet, 160 km väster om huvudstaden Helsingfors.
Söderfjärden avgränsas av Kirjais i norr, Stora Hundskär i öster, Brännskär och Brokonskär i söder, Östra Viggesören i sydväst, Östra Rockelholm i väster samt Ytterstholm i nordväst.